# جيانكارلو كارلوني
جيانكارلو كارلوني (بالإيطالية: Giancarlo Carloni)‏ لاعب كرة قدم إيطالي (ولد في يوم 8 يونيو من العام 1947 ) لعب لـ نادي روما في حقبة الستينات من القرن العشرين .

## اقرأ أيضاً
- برونو كونتي
- فرانشيسكو توتي
- نادي روما